# Théorisation ancrée
La théorisation ancrée est une méthode d'analyse qualitative proposée par Pierre Paillé.
Elle permet au chercheur d'interpréter les données brutes qu'il collecte sur son terrain, dans le cadre d'une enquête qualitative. C'est une « série de procédés précis, une suite de réflexions, de remises en question, de découvertes et de constructions ». Pour objectiver l'analyse qualitative, « demeurée longtemps une activité nébuleuse », Paillé propose une méthode d'analyse et d'interprétation des « notes de terrain, transcriptions d'entrevues, documents divers », adaptée de la Grounded theory proposée par Glaser et Strauss en 1967.

## Présentation
La théorisation ancrée n’est pas une méthode de recherche qualitative. C’est une méthode d’analyse de données « visant à générer inductivement une théorisation au sujet d’un phénomène culturel, social ou psychologique, en procédant à la conceptualisation et la mise en relation progressives et valides de données empiriques qualitatives » (Paillé, 1996, p. 184). 

## Principes
Cette méthode répond à deux principes :
- Un processus et un objectif de théorisation

Au terme des six étapes proposées par Paillé, le chercheur réalise une théorisation des données de terrain. La théorisation est « à la
fois le processus et le résultat, tout en indiquant que le résultat lui-même n’est pas une fin mais plutôt l’état dans lequel se trouve, à un moment donné, une construction théorique donnée » (Paillé, 1996, p. 184).
- Une ancre dans le terrain d'enquête

« Le matériau empirique est à la fois le point de départ de la théorisation, le lieu de la vérification des hypothèses émergentes, et le test ultime de la validité de la construction d’ensemble » (Paillé, 1996, p. 185).

## Les 6 étapes de l'analyse des données par théorisation ancrée

### La codification
Il s'agit là de résumer dans la marge les verbatim des enquêtés, en restant au plus près des propos qu'ils ont tenus.

### La catégorisation
Cette étape « consiste à coder à nouveau le corpus avec un outil plus riche : la catégorie. Les codes ou étiquettes posés sur les verbatim résumés sont regroupés, fusionnés en « nommant de manière plus riche et plus englobante les phénomènes, les évènements qui se
dégagent des données ». (Paillé, 1994). Question à se poser : « je suis face à quel phénomène ? ». 
Le résultat visé est l'obtention d'un « mot ou une expression désignant, à un niveau relativement élevé d’abstraction, un phénomène culturel, social ou psychologique tel que perceptible dans un corpus de données » (Paillé, 1996, p. 186).  

### Mise en relation
Le chercheur va établir des liens entre les différentes catégories définies lors de l'étape précédente. « Avec cette mise en relation, [on] commence à accéder à l’évènement, à l’explication, à l’histoire » (Paillé, 1994). Cette étape peut aussi amener le chercheur à retravailler, repenser, modifier les catégories arrêtées lors de la catégorisation.

### Intégration
La théorisation ancrée fait émerger la problématique qui n'est jamais posée a priori. À ce moment de l'analyse des données de terrain, le chercheur se demande quelle est la problématique de son enquête de terrain, « en définitive » (Paillé, 1994).

### Modélisation
Lors de cette étape, le chercheur réalise un schéma théorique qui révèle la dynamique du phénomène qu'il étudie.

### Théorisation
C'est tout simplement l'étape par laquelle le chercheur mettra en forme, sur la base des cinq étapes précédentes, les implications théoriques de son travail de recherche.